# Sorbonne Université
Sorbonne Université (Sorbonne) je javno istraživačko sveučilište sa sjedištem u Parizu, Francuska.

## Povijest
Nastala je 1. siječnja 2018. spajanjem sveučilišta Paris-Sorbonne (Pariz-IV) i Pierre-et-Marie-Curie (Pariz-VI).
Podijeljen je na tri fakulteta, koji su raspoređeni na 26 web stranica: Fakultet književnosti, Medicinski fakultet i Prirodoslovno -tehnološki fakultet. U 2019. godini na Sveučilištu Sorbonne bilo je 55.600 studenata, od čega 10.200 međunarodnih studenata i 6.700 istraživača i nastavnika-istraživača.
Svjetska sveučilišna QS ljestvica za 2021. godinu, koja odlikuje najbolja sveučilišta u svijetu, svrstava Sveučilište Sorbonne na 97. mjesto. Šangajska ljestvica rangira Sveučilište Sorbonne kao 39. najbolje sveučilište na svijetu.

## Vanjske poveznice
- Sorbonne Université